# Чужі: Спасіння
«Чужі: Спасіння» (англ. «Aliens: Salvation») — ван-шотний комікс від сценариста Дейва Ґіббонса та художника Майка Міньола. Оригінальний комікс та його перевидання видані видавництвом «Dark Horse Comics», переклад українською був опублікований видавництвом «Fireclaw» на початку 2020 року.
У серії коміксів про Чужих «Чужі: Спасіння» (1993) йде після «Aliens: Backsplash» (1993), разом з «Aliens: Colonial Marines» (1993-1994), «Aliens: Earth Angel» (1993-1994), «Aliens: Crusade» (1993-1994), «Aliens: Labyrinth» (1993-1994) та «Aliens: Cargo» (1993), та передує «Aliens: Alien» (1994) й «Aliens: Music of the Spears» (1994).

## Синопсис
|  | Дейв Ґіббонс, Майк Міньола та Кевін Новлан проведуть вас крізь химерний світ «Чужих» Рідлі Скотта та Г.Р. Ґіґера у історії про віру, спасіння та надію. |

Селкірк — звичайний набожний кок на космічному шатлі “Нова Мару”. Його доля змінюється в той час, коли корабель зазнає аварії, і все йде шкереберть. Тепер його місія – вижити на невідомій планеті наодинці з собою, своїми страхами та гріхами. Чи буде його шлях до порятунку благословенним? І які таємниці приховує смертоносний вантаж з шатла…

## Сюжет

### Персонажі
- Селкірк — кухар. Присвятив своє життя Богу. Хоча його віра часто стає предметом жартів, він все ще досить доброзичливий стосовно команди.
- Фосс — капітан шатлу с. Разом з Діною вони були єдиними, хто знав про "Ксеноморфний вантаж" шатлу.
- Діна — перша офіцерка “Нова Мару”. Єдиний андроїд на борту шатлу.

### Місця
- Нова Мару — космічний вантажний шатл, зареєстрованим на Weyland-Yutani Corporation. Він був відправлений на планету PCW9512, де планувалося випустити ксеноморфів, яких він перевозив, поки екіпаж залишався в шатлі корабля. Однак Штутц, один з членів екіпажу, випадково деактивував стазис-поля, в результаті чого вони вийшли з ладу і корабель здійснив аварійну посадку на планету.
  - Екіпаж: Фосс (капітан), Діна (перша офіцерка), Селкірк (кук), Стутц, Лі, Бойд.
  - Вантаж: Демони Мару[A 2][A 3] — назва відсилає до вантажу корабля “Нова Мару”. Це ксеноморфи, які бенкетують дикими видами планети PCW9512. Вони в середньому досягають 7-8 футів (2,1-2,4 метра) у висоту, коли стоять на задніх ногах, і близько 14-15 футів (4,2-4,5 метри) в довжину, включаючи хвіст.
- PCW9512 — водяниста планета, окрім єдиного острова, розташованого на поверхні планети. Має досить тропічний клімат, зазвичай теплий протягом дня, в той час як ночі поруч з водою можуть стати холодними, через падіння температури великих водойм поблизу. Острів же покритий деревами та травою, схожими на земні, а за межами острова немає нічого, крім води з усіх боків. Через статус планети як ненаселеної, вона була обрана, щоб шатл “Нова Мару” скинув свій вантаж на неї й створив новий світ-вулик для "Демонів Мару". Оскільки місцеві види швидко розмножуються, ксеноморфи можуть розвиватись швидкими темпами, не потребуючи більш населеної чи розвинутої планети.
  - Апетоїди — представники населення планети, рід рептилій, подібні до земних птеродактилів.
  - Птераси — представники населення планети, рід приматів, подібні до земних мавп.

## Публікація
Чужі: Спасіння (2020)
Комікс Aliens: Salvation був вперше виданий, і перевиданий у Великій Британії, 3 частинами в журналі Aliens magazine (Vol. 2) #19-21 (січень-березень 1994 року).
У березні 2001 року, комікс був пізніше зібраний разом з розповіддю Aliens: Sacrifice у TPB-збірці Aliens: Salvation and Sacrifice з редакцією Кріса Ворнера і з новою обкладинкою від Майка Міньйоли.
У березні 2008 року, Aliens: Salvation був знову зібраний, тепер у виданні Aliens Omnibus: Volume 3.
27 березня 2013 року, комікс був випущений у цифровому форматі через «Dark Horse Digital», повторно використовуючи обкладинку Міньйоли зі збірки Aliens: Salvation and Sacrifice.
2 вересня 2015 року, комікс було перевидано у вигляді делюкс видання у палітурці з новою обкладинкою від Міньйоли.
13 березня 2020 року, українське видавництво «Fireclaw» видало українське видання коміксу Чужі: Спасіння.
25 серпня 2020 року, комікс увійшов до вмісту збірки Aliens: The Essential Comics Volume 2.

## Критика
Комікс отримав здебільшого позитивні відгуки та критику, особливо відзнаку гарної горрорної складової історії та візуалу. 